# Banause
Der Banause wird als abwertende Bezeichnung gebraucht, mit der den Betroffenen ein Mangel an Intellekt, Feingefühl oder Bildung unterstellt wird; im Besonderen wird „Kunst“- oder „Kulturbanause“ als Vorwurf gegen ein fehlendes Kunstverständnis gebraucht. Als „Banausie“ wird das rein handwerksmäßige Betreiben einer Kunst oder Wissenschaft bezeichnet.
Die Bezeichnung Banause wurde von der im antiken Griechenland üblichen Bezeichnung βάναυσος bánausos abgeleitet, was ursprünglich „der am Ofen Arbeitende“ bedeutete (von altgriechisch βαῦνος baúnos „Ofen“), später im weiteren Sinne „(Kunst-)Handwerker“, schließlich „gewöhnlich, gemein, vulgär“. Damit wurden von Teilen der aristokratischen Oberschicht alle diejenigen abwertend benannt, die nicht „frei geboren“ waren und ihren Lebensunterhalt durch körperliche Arbeit verdienen mussten. Dazu gehörten neben den Handwerkern auch jene Künstler, welche die „praktischen Künste“ (lateinisch artes mechanicae) ausübten. Der Zugang zu den „freien Künsten“ (artes liberales) blieb diesen Schichten verwehrt. In der aristokratischen Oberschicht der antiken Gesellschaft waren nur jene Tätigkeiten gesellschaftlich akzeptiert, die nicht von Erwerbsabsichten geprägt waren.
Neben Handwerk und praktischen Künsten wurden auch Handel und Landarbeit als banausisch angesehen. Die geringschätzende Einstellung zur Lohnarbeit fand Einzug in die griechische Philosophie und Literatur. Für Aristoteles waren solche Tätigkeiten das Gegenteil von Bildung. Daher verbot er schwere körperliche Arbeit als Teil der Erziehung. Die Unwürdigkeit der Lohnarbeit wurde auch als Grundlage dafür angesehen, der nicht-aristokratischen Bevölkerung den Zugang zu politischen Tätigkeiten zu verwehren. So heißt es bei Euripides: „Ein armer landbebauender Mann, auch wenn er nicht unterrichtet ist, kann doch wegen seiner Arbeit den Blick nicht auf das Gemeinwesen richten.“ Am weitesten fortgeschritten war der Gegensatz zwischen der arbeitenden Bevölkerung und der herrschenden Krieger-Klasse in Sparta, den Spartiaten war jegliche „banausische“ Erwerbstätigkeit verboten.
Egon Friedell schrieb dazu in den 1930er Jahren in seiner Kulturgeschichte Griechenlands:

„Der griechische Begriff des Banausen ist nicht ganz leicht zu umschreiben. Sein Gegensatz ist weder der Kopfarbeiter (denn unsere Gelehrten mit ihren Laboratorien und Archiven hätten für Banausen gegolten) noch der sogenannte «freie Beruf» (denn auch die meisten Künstler galten dafür), sondern als banausisch ist alles verrufen, was Zweck hat, was für Geld geschieht, was man machen muss, was deformiert, was übermäßig anstrengt. […] Die Lyriker waren vom Stigma der Banausie nicht betroffen, obgleich sie ihre Siegeslieder für Geld machten, und zwar auf Bestellung irgend eines reichen Rennstallbesitzers, den sie dann mit Begeisterung andichteten (was wieder wir höchst banausisch finden würden).“